# عدد بتی

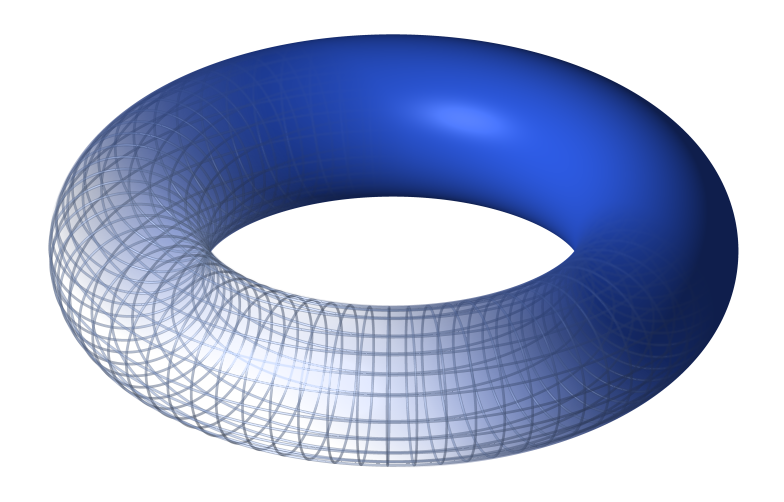
دوران یک دایره به روش عدد بتی

در توپولوژی جبری، عددهای بتی برای تمایز دادن فضاهای توپولوژیک بر پایهٔ اتصال n-بعدی مجتمع سادکی است. عدد بتی nام نمایش‌گر رتبهٔ گروه هومولوژی نمایش‌داده شده با {\displaystyle H_{n}} که بیشترین تعداد برش‌هایی که باید پیش از جداسازی یک سطح به دو قسمت یا ۰-دور، ۱-دور، ... انجام شود را می‌گوید. این اعداد در همولوژی سادگی، علوم رایانه، تصاویر رقومی و ... کاربرد دارند.